# Hellpoint
Hellpoint — компьютерная игра в жанре action/RPG, разработанная канадской студией Cradle Games и выпущенная компанией tinyBuild для Microsoft Windows, Linux, macOS, PlayStation 4 и Xbox One в 2020 году. В 2021 году вышла версия для Nintendo Switch; в разработке находятся версии для PlayStation 5, Xbox Series X/S и Google Stadia. Игра совмещает геймплей soulslike-игр с антуражем космического хоррора. Игрок управляет безымянным гуманоидом, оказавшимся на заброшенной космической станции Ирид Ново и должен сражаться с заполонившими её враждебными существами, чтобы разгадать тайну произошедших на станции событий. Ирид Ново вращается вокруг массивной чёрной дыры; положение станции на орбите влияет на силу врагов. Игра получила посредственные оценки критиков; обозреватели высоко оценили присущую игре мрачную атмосферу, но сочли слабыми сторонами игры вторичность геймплея и множественные технические проблемы.

## Геймплей
В Hellpoint игрок управляет Отпрыском — искусственным гуманоидным существом, созданным таинственным Автором. Перед игроком ставится задача исследовать станцию Ирид Ново, опустошённую катастрофическим «Слиянием», и разобраться, что на ней происходит — для этого герой должен продвигаться по космической станции, сражаясь с угрожающими персонажу рядовыми врагами и боссами; он может пользоваться различным оружием – как холодным наподобие топоров и щитов, так и огнестрельным. Уровень понимания событий на станции измеряется отдельным процентным показателем, растущим с победами над боссами и новыми видами врагов, чтением записок и посланий, и доступ к последнему испытанию игры открывается, лишь когда этот показатель достигнет 100%.
С точки зрения геймплея Hellpoint очень напоминает игры серии Dark Souls. Точно так же, как и в играх серии Dark Souls, игрок должен следить за шкалой выносливости персонажа, атаковать вовремя и уклоняться от атак врагов. В случае гибели персонажа он возвращается к жизни у «брешей», схожих с кострами из серии Souls; получаемые за убийство врагов «аксионы», играющие роль очков опыта и денег, остаются на месте последней смерти; боссы скрываются за энергетическими щитами, схожими с «стенами тумана» из Souls. В отличие от Souls, отдых у бреши не воскрешает немедленно всех врагов в мире игры и не восстанавливает ограниченный запас лечебных предметов – и то, и другое происходит постепенно, со временем. Как и игры серии Souls, Hellpoint отличается высокой сложностью: враги могут убить игрового персонажа с нескольких ударов. Игрок может экипировать разное оружие — каждому виду оружия соответствуют свои уникальные движения и удары, и применение того или иного оружия со временем открывает новые пассивные бонусы и активные умения.
Hellpoint поощряет исследование мира со стороны игрока, предлагая ему искать различные секреты – так, ценные предметы могут быть спрятаны за секретными дверями или в недоступных на первый взгляд местах, в которые можно попасть, используя механику прыжка. По сравнению с Dark Souls, где дизайн уровней поощряет движение вниз, в подземелья, на уровнях Hellpoint ценные предметы часто находятся наверху, и игрок должен найти способ забраться повыше. Станция Ирид Ново вращается вокруг чёрной дыры в реальном времени — это орбитальное движение оказывает влияние на геймплей и отмечается на специальном индикаторе, напоминающем циферблат. Это движение также можно наблюдать всякий раз, когда появляется возможность выглянуть в иллюминатор или оказаться на поверхности станции. Дважды за цикл влияние чёрной дыры достигает пика — в эти периоды появляются более сильные или более многочисленные враги, и для игрока открываются ранее недоступные зоны. Один из характерных для игры врагов — призрачный двойник игрового персонажа — появляется в тех местах, где Отпрыск погиб в последний раз. В Hellpoint есть многопользовательский режим, реализованный схожим образом с серией Souls — игроки могут оставлять друг другу послания-пиктограммы, а также напрямую соединяться по сети — как помогать другому игроку в прохождении, так и «вторгаться» в чужой мир и атаковать хозяина в качестве противника

## Разработка
Студия Cradle Games была основана в 2015 году; в неё вошёл ряд ветеранов игровой индустрии, работавших над играми серий Assassin's Creed и Prince of Persia. В 2017 году Cradle Games запустила на сайте Kickstarter краудфандинговую кампанию в попытке собрать средства на свой проект. Чтобы привлечь внимание к проекту, студия также запустила ещё одну компанию на сайте Thunderclap. При первоначальной цели в 50 000 канадских долларов разработчикам удалось собрать 64 500 канадских долларов. Выход игры несколько раз переносился, в том числе из-за пандемии COVID-19; в то время как версии для большинства платформ были выпущены 30 июля 2020 года, версия для Nintendo Switch была задержана для дополнительного тестирования и исправления проблем с онлайн-мультиплеером. Эта версия вышла 25 февраля 2021 года. В разработке находятся версии для игровых приставок PlayStation 5 и Xbox Series X/S.

## Thespian Feast
Дополнение Hellpoint: Thespian Feast была выпущена в Steam 20 февраля 2020 года. События дополнения происходят через полвека после событий основной игры.

## Отзывы и продажи
| Сводный рейтинг       | Сводный рейтинг                                |
| Агрегатор             | Оценка                                         |
| --------------------- | ---------------------------------------------- |
| Metacritic            | 64 % (Win) 59% (PS4) 68 % (XOne) 52 % (Switch) |
| Иноязычные издания    |                                                |
| Издание               | Оценка                                         |
| GameRevolution        | 6/10                                           |
| IGN                   | 6/10                                           |
| Nintendo Life         | [ 21 ]                                         |
| Русскоязычные издания |                                                |
| Издание               | Оценка                                         |
| 3DNews                | 7,0/10                                         |
| Riot Pixels           | 74 %                                           |

По данным агрегатора рецензий Metacritic, Hellpoint получила «смешанные или средние отзывы» от критиков.
Рецензент IGN Дэвид Жано отметил, что игра очень близко копирует формулу Dark Souls, словно создатели руководствовались каким-то перечнем обязательных пунктов, которые должны быть в soulslike-игре; отсутствие карты и четких указаний, куда двигаться дальше, свойственное и серии Dark Souls, здесь становится особо болезненным. Жано выразил неудовольствие многочисленными багами и проблемами с производительностью и отметил неоднородную сложность, крайне высокую в первых областях игры, когда игрок только осваивает боевую систему, но падающую позже. По мнению обозревателя, Hellpoint тяготят технические трудности и почти полная неоригинальность основания, на котором построена игра, но она всё-таки приносит некоторое удовольствие благодаря жуткой атмосфере и приятному ощущению от развития игрока в сражениях.
Денис Щенников из 3DNews Daily Digital Digest посчитал сильными сторонами игры большой и продуманный игровой мир, множество секретов и удачную реализацию оружия, но отметил, что игре недостает технической полировки; возможностей для развития героя мало, а большинство боссов — лишь усиленные версии обычных врагов. По его мнению, игра напоминает скорее работу молодых и неопытных авторов, чем ветеранов индустрии — «местами неловкая, топорная и неотполированная, однако сделана с душой». Андрей Мирошниченко (Snor) из Riot Pixels назвал игру «достойной работой, пусть и с помарками», высоко оценив атмосферу игры, однако отметив малое количество оружия, однообразных врагов и технические проблемы, особенно в многопользовательском режиме; он посчитал игру ужасно переведённой на русский язык, словно бы пропущенной через Google Переводчик.
Обозреватель Nintendo Life Пи-Джей О'Рейли в обзоре версии игры для Nintendo Switch отметил многочисленные технические проблемы на этой консоли: хотя графика была заметно ухудшена по сравнению с другими платформами, частота кадров в игре сильно падает, особенно на поздних этапах игры, загрузки длятся слишком долго, и игра часто вылетает на главный экран.